# Senat von Tennessee

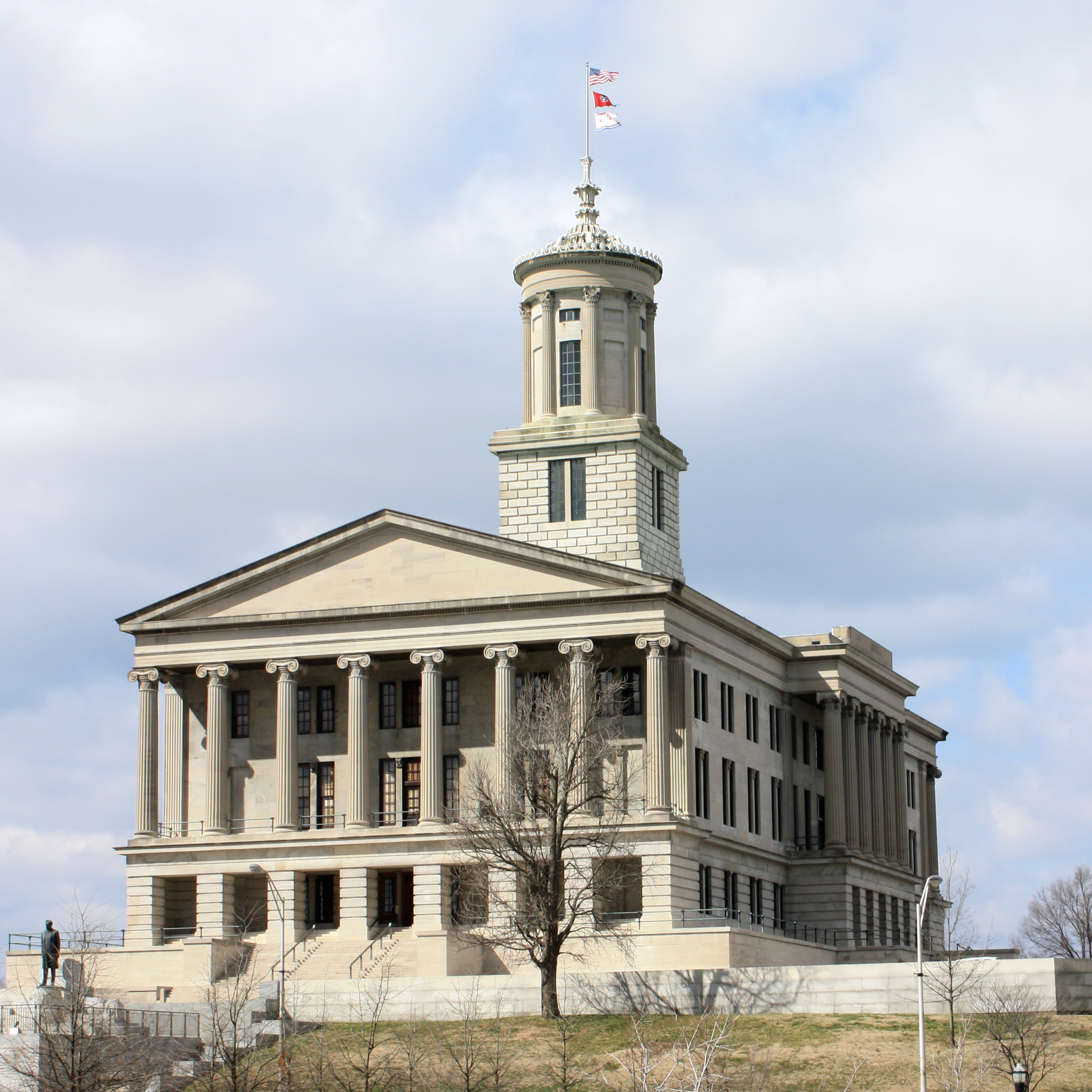
Tennessee State Capitol in Nashville

Der Senat von Tennessee (Tennessee State Senate) ist das Oberhaus der Tennessee General Assembly, der Legislative des US-Bundesstaates Tennessee. Der Sitzungssaal des Senats befindet sich gemeinsam mit dem Repräsentantenhaus im Tennessee State Capitol in der Hauptstadt Nashville.

## Geschichte
Entsprechend der Verfassung von Tennessee aus dem Jahre 1870 setzt sich die Parlamentskammer aus 33 Abgeordneten zusammen, was genau einem Drittel der Sitze des Repräsentantenhauses entspricht. Nach einer alten Regelung in der Verfassung durfte kein Teil eines Countys mit einem anderen verbunden werden, um einen möglichen Distrikt zu schaffen. Diese Regelung wurde durch die Entscheidungen des Supreme Court of the United States in Baker v. Carr (369 U.S. 182 1962) und Reynolds v. Sims (337 U.S. 356 1964) für nichtig erklärt. Daraufhin wurde die Verfassung von Tennessee so abgeändert, dass sie es von da nun erlaubte ein Referendum abzuhalten, wenn diese Regelungen jemals geändert oder aufgehoben werden, um es zu erlauben die Senatsdistrikte anders zu ziehen als auf der Basis der gleichen Bevölkerung.
Bis 1966 war die Amtszeit eines Mitglieds im Senat von Tennessee auf zwei Jahre beschränkt. Anschließend wurde durch eine Verfassungsänderung in jenem Jahr die Amtszeit auf vier Jahre heraufgesetzt. Ferner sind die Amtszeiten so gestaffelt worden, dass immer die Hälfte der Senatoren jede zwei Jahre neu gewählt wird. Um das zu bewerkstelligen, wählte man 1966 das erste Mal in den geraden Senatsdistrikten die Senatoren für zwei Jahre und in jedem ungeraden Senatsdistrikt für vier Jahre. Die Distrikte sollen folgerichtig und nacheinander folgend nummeriert sein. Der Plan verläuft grundsätzlich von Ost nach West und von Nord nach Süd.

## Aufgaben des Senats
Wie in den Oberhäusern anderer Bundesstaaten und Territorien sowie im US-Senat fallen dem Senat von Tennessee im Vergleich zum Repräsentantenhaus spezielle Aufgaben zu, die über die Gesetzgebung hinausgehen. So obliegt es dem Senat, Nominierungen des Gouverneurs in dessen Kabinett, weitere Ämter der Exekutive sowie Kommissionen und Behörden zu bestätigen oder zurückzuweisen.

## Struktur der Kammer
Präsident des Senats (Speaker) ist ein gewähltes Mitglied des Senats, welches mit der Wahl auch zum Vizegouverneur von Tennessee wird. In Abwesenheit des Vizegouverneurs steht der jeweilige Speaker pro tempore den Plenarsitzungen vor. Dieser wird von der Mehrheitsfraktion des Senats gewählt und später durch die Kammer bestätigt. Derzeitiger Vizegouverneur und Speaker ist der Republikaner Ron Ramsey, Speaker pro tempore die Republikanerin Jamie Woodson (6. Wahldistrikt).
Weitere wichtige Amtsinhaber sind der Mehrheitsführer (Majority leader) und der Oppositionsführer (Minority leader), die von den jeweiligen Fraktionen gewählt werden. Majority leader der Republikaner ist Mark Norris aus dem 32. Wahldistrikt; Minority leader der Demokraten ist Jim Kyle (28. Wahldistrikt).

## Zusammensetzung
| Partei   | Partei                 | Abgeordnete |
| -------- | ---------------------- | ----------- |
|          | Republikanische Partei | 20          |
|          | Demokratische Partei   | 13          |
| Summe    | Summe                  | 33          |
| Mehrheit | Mehrheit               | 7           |